# St. Michael (varumärke)

Logotyp.

St. Michael var ett brittiskt varumärke för bland annat nattlinnen, underklänningar, underkjolar, klänningar och tröjor. St. Michael var Marks & Spencers eget klädmärke och ägde bestånd från 1928 till 2000. Marks & Spencer hade grundats år 1884 av Michael Marks och Thomas Spencer.

## Historia
År 1875 lanserade företaget N. Corah and Sons i Leicester varumärket St. Margaret för sina strumpor. Företagets strumpfabrik, sedermera en av de största i Europa, var belägen i församlingen St. Margaret i Leicester. År 1926 inledde företaget förhandlingar om att saluföra sina produkter genom Marks & Spencer och året därpå introducerades märket St. Michael, myntat av Simon Marks som en hyllning till fadern Michael Marks. Varumärket St. Michael registrerades år 1928 och användes först endast för produkter från N. Corah and Sons, men från år 1950 omfattade varumärket praktiskt taget alla Marks & Spencers kläder. I samband med Marks & Spencers omprofilering år 2000 övergavs varumärket St. Michael.